# Треэс, Аннели
Аннели Треэс (эст. Anneli Trees; род. 14 октября 1998 года)  — эстонская шашистка. Член сборной Эстонии по шашкам. Тренер Пирет Вийрма. Бронзовый призёр чемпионата Эстонии среди женщин по международным шашкам (2012, 2015). Участница чемпионата Европы среди женщин (2014), мировых и европейских молодежных первенств. FMJD-Id: 16386.
Заняла в составе сборной Эстонии: 7 место на Командном чемпионате Европы по международным шашкам среди женщин 2014 года в блице (вместе с Пирет Вийрма и Каари Вайнонен) и 8 место на Командном чемпионате Европы по международным шашкам среди женщин 2014 года (вместе с Йоанной Силд).